# Charithra Chandran
Charithra Surya Chandran (Perth, Escòcia; 17 de gener de 1997) és una actriu escocesa. És coneguda pels seus papers en la sèrie de ciència-ficció Alex Rider i el drama d'època de Netflix Bridgerton.

## Primers anys
Chandran va néixer a Perth (Escòcia), filla de professionals de la medicina, els seus pares es van separar quan ella tenia dos anys, i se'n va anar a l'Índia amb el seu pare, on es va quedar amb els seus avis a Tamil Nadu. En tornar al Regne Unit, quan tenia quatre anys, va anar a l'escola a Liverpool. Després va estar internada a la Moreton Hall Preparatory School de Suffolk dels sis als onze anys, abans d'instal·lar-se amb la seva mare a Oxford durant la seva adolescència, mentre el seu pare vivia a Gal·les.
Chandran va completar el sisè curs a l'Oxford High School. A continuació, va obtindre un Bachelor of Arts en Filosofia, Política i Economia al New College d'Oxford el 2019. Va participar en diverses produccions durant la universitat i es va unir al National Youth Theatre. Va treballar a temps parcial per al New Policy Institute després de prendre's un any sabàtic, durant el qual va fer teatre com a passatemps abans de decidir convertir-lo en la seva carrera, rebutjant una oferta de treball de BCG.

## Filmografia
| Any  | Títol       | Paper            | Notes                         |
| ---- | ----------- | ---------------- | ----------------------------- |
| 2021 | Alex Rider  | Sabina Pleasance | Paper principal (temporada 2) |
| 2022 | The Talents | Bekkie           | Pel·lícula curta              |
| 2022 | Class S     | Cherry           |                               |
| 2022 | Bridgerton  | Edwina Sharma    | Paper principal (temporada 2) |
| TBA  | Pillow Talk | Stella           | Paper principal; sèrie web    |